# Mendelova univerzita v Brně
Mendelova univerzita v Brně – czeska uczelnia publiczna w Brnie. Została założona w 1919 roku.
W 2020 roku funkcję rektora pełniła Danuše Nerudová.